# Tom Alter
 (septembre 2016).
Si vous disposez d'ouvrages ou d'articles de référence ou si vous connaissez des sites web de qualité traitant du thème abordé ici, merci de compléter l'article en donnant les références utiles à sa vérifiabilité et en les liant à la section « Notes et références ».
Pour les articles homonymes, voir Alter (homonymie).
Tom Beach Alter, né le 22 juin 1950 à Mussoorie et mort le 29 septembre 2017 à Bombay, est un acteur indien d'origine américaine.
Il a collaboré à Bollywood à côté de grands noms comme Nasserundin Shah ou Shashi Kapoor, mais aussi pris part au théâtre et à certaines productions américaines.
Il reçoit, en 2008, le Padma Shri du gouvernement indien.

## Biographie
Né dans l'Uttarakhand (Inde), Tom Alter est le fils d'un presbytérien américain originaire de l'Ohio, et issue d'une famille installée aux Indes britanniques depuis 1916. Enfant, il étudie l'hindi et s'éprend pour la poésie ourdoue, si bien qu'on l'appelle le saheb aux yeux bleus[réf. nécessaire].
Après avoir vu le film Aradhana (1969) de Rajesh Khanna, il se met en tête de devenir acteur aussi. On lui donne au départ des rôles d'Occidentaux en raison de son apparence physique notamment Lord Mountbatten. Mais, peu à peu, des rôles plus variés lui sont proposés comme celui de Hussain Baba, un illustre poète de langue ourdou.
Passionné de cricket, Tom Alter réalise la première interview de Sachin Tendulkar[Quand ?].
Il est marié et a deux enfants : un garçon, Jamie, et une fille, Afshaan.

## Filmographie sélective
- 2004 : Veer-Zaara, film indien de Yash Chopra
- 2006 : Esther, reine de Perse (One Night with the King), film américain de Michael O. Sajbel : King Saul (prologue)
- 2012 : M Cream